# Lineodes gracilalis
Lineodes gracilalis is een vlinder uit de familie van de grasmotten (Crambidae), uit de onderfamilie van de Spilomelinae. De wetenschappelijke naam van deze soort is voor het eerst gepubliceerd in 1871 door Herrich-Schäffer.
De soort komt voor in de Verenigde Staten (Texas) en Cuba.